# Vinylène
En chimie, le vinylène est un groupe fonctionnel divalent de formule −CH=CH−. Il est distinct du groupe vinylidène =C=CH2 ou >C=CH2. Lorsque les résidus R et R’ liés de part et d'autre de l'unité vinylène sont distincts, la molécule R−CH=CH−R’ présente une isomérie cis/trans,. 

Exemples de vinylènes.
Crotonaldéhyde.
Polyacétylène.